# Färja 317 Theresia
Linfärjan Theresia är en av Trafikverket Färjerederiets bilfärjor. Hon byggdes 1980 av  Smögens Plåt & Svetsindustri AB. Theresia har plats för 70 passagerare och 13 personbilar. 1999 sattes hon in på Avanleden som går mellan Avan och Norra Sunderbyn i Luleälven och ersatte då den gamla färjan Ava Gardner, uppkallad efter skådespelerskan Ava Gardner.